# ポール・ボアボードラン
ポール・ボアボードラン（ポール・エミール・（フランソワ）・ルコック・ド・ボアボードラン、Paul Emile (Francois) Lecoq de Boisbaudran、 1838年4月18日 - 1912年5月28日）はフランスの化学者。ガリウム（1875年）、サマリウム（1880年）、ジスプロシウム（1886年）の発見者である。

コニャックの酒造メーカーにうまれ、家業をつぐが、後に化学者の道を歩む。1874年にキルヒホッフによって始められた分光学についての著書Spectres lumineux spectres prismatiques et en longeurs d'ondes destines aux recherche de chimie mineraleを発刊した。この分野の最初の文章である。
1875年に分光学の手法をつかって、新元素ガリウムを発見した。ガリウムはメンデレーエフが、エカアルミニウムとしてその存在を予言していた元素である。ガリウムの命名については、ボアボードランの母国フランスのラテン語名Gallia（ガリア）から名付けたとする説と、自分の姓の一部Lecoq（Le coq 雄鶏）のラテン語名gallusから名付けたという説があるが、雄鶏説を1877年の記事でボアボードランは否定している。1880年にサマリウム、1886年にジスプロシウムを発見している。
アルゴンが発見された後、これを新しい元素のグループである希ガスに分類することを提案した。パリで74歳で他界した。